# Hasselbladska ängen
Hasselbladska ängen var ett område på Hagaheden, strax söder om Göteborg inom vallgraven. Tillsammans med Västra Brandtdala motsvarade det hela trettonde roten år 1880, där Hasselbladska ängen utgjorde 174 tomter. Ängens utbredning var ungefär från nuvarande Haga Kyrkogata till Karl Gustavsgatan, från Nya Allén och upp mot foten av Landalabergen i nuvarande stadsdelen Vasastaden. 

## Historia
På en karta från 1696 anges området som "Stadens Muhlebeete" men även som "Landerier, som wart äng till förenne, men nu för någon tijdh sedan Muhlebeetets ringheet Skull, är wordne utlagde till Beetesmark". Det vill säga i huvudsak betesmark. Ett annat namn på ängen under 1600-talet var Kalvskärr, och Knekte slätten var ett mindre område i nuvarande Vasastaden. Rakt norr om landeriet Anneberg låg Löndahlaängen efter "sjötullsbesökare" Robert Lönblad, som arrenderade området på 1700-talet. Någon egentlig bebyggelse av området förekom inte före 1860-talet. Vid ängens nordöstra del, längs Nya Allén, uppfördes ett tiotal villor 1850-60. Redan under tidigt 1800-tal fanns det dock en lös "bebyggelsegrupp" på ungefär samma plats.
Från Landalabergen rann en bäck ned till Vallgraven — i linje med Västra Hamngatan. Ungefär mitt emot Realläroverket vid nuvarande Vasagatan, bildades i samband med vårfloden en damm (Qvarndammen, 1820) och en fors. Här uppfördes en kvarn vilken ännu på 1850-talet fanns kvar. Vintertid användes den frusna dammen av skridskoåkande ungdomar, och på somrarna som vattenställe för boskapen.
Namnet kommer av handlanden Carl Henrik Hasselblad (1805-1856) som arrenderade landeriet Anneberg — vid nuvarande Västergatans början — från 1837 och ängen från 1841, på tjugofem år. Redan 1863 stod dock handlanden P.W. Wennerholm som innehavare, alltså innan arrendet gått ut. Namnet tycks ha spelat ut sin roll kring sekelskiftet 1900, då det endast sporadiskt förekommer i officiella sammanhang. Här betade kor, får och hästar. Ängen var även populär bland människorna i närområdet, som ofta hade picknick här på somrarna. Hasselblad skulle få bebygga området efter att tomtindelning skett och ritningar fastställts. Denna del av Östra Hagaheden fick därefter namnet Hasselbladska ängen. Men ängen användes endast som betesmark och var närmast att betrakta som en ödslig hed, "med stenar, gyttjepölar, videhäckar, ett och annat magert pilträd samt några små kojor." Om marken behövdes för andra ändamål, skulle Hasselblad acceptera det. År 1852, då Hagakyrkan började planeras, avstod därför Hasselblad från en del av sin mark så att området kring kyrkan kunde bli en öppen plats, det som kom att bli Haga Kyrkoplan.
Kring år 1850 fick Drätselkommissionen en ansökan från arkitekt Victor von Gegerfelt, som ansåg sig ha goda chanser att överta Hasselblads arrende och därför ville köpa området samt dela in det i tomter för villabebyggelse. Vid ett sammanträde den 11 juni 1852 togs frågan upp hos stadens magistrat, eftersom stadskamreraren hade uttalat sig positivt till förslaget och att "förslaget skulle i betydlig mån försköna denna trakt" samt att "en tilltagande folkmängd och förspord smak för anläggning av små villor omgivna med planteringar eller bostäder för beboende året runt, krävde nya tomter". Dock ansåg stadskamreraren att "Hasselbladska ängen [inte] skulle användas därtill, utan den borde i likhet med Nya Haga, indelas i mindre tomter." Eftersom även borgerskapets äldste menade att tomterna skulle användas till bostäder för arbetare, avslogs Gegerfelts ansökan.
Ibland tvingades stadens myndigheter gå ut med förtydliganden gällande gatornas lokalisering: Tillkännagifvande: Göteborgs stads innevånare, synnerligen polismän, kuskar, bärarare m. fl. upplysas derom, att Östra Nygatan är belägen, icke i Haga, utan på den s. k. Hasselbladska ängen, bakom Hertzska stiftelsen, och går mellan Haga torg och Öfra Magasinsgatan.

### Stadsplanen 1866
Stadsplanen som stadfästes 23 november 1866 innebar att Hasselbladska ängen delades upp i ett tiotal rutnätsmönstrade kvarter. Staden skriver: "Den för uppförande af boningshus särdeles passande lokalen på Hagaheden torde för stadens utvidgning i den närmaste framtiden företrädesvis böra tagas i anspråk, särdeles som en betydlig del af denna trakt, eller den så kallade Hasselbladska ängen, genast är för staden tillgänglig. Så väl den upphöjda och något sluttande markens sunda beskaffenhet som ock närbelägenheten till stadens mest trafikerade punkter genom åtskilliga hufvudgators utdragning på redan oförmärkt sätt, komma utan tvifvel att göra byggnadsplatser i härstädes föreslagna qvarter mycket begärliga." Området var alltså menat för de mer besuttna stadsborna.

### Första bebyggelsen
Ängen nyttjades fortfarande till olika ändamål. År 1864 tog stadens garnison den i anspråk som ridplats och frivilla skarpskyttekåren använde den som övningsfält. Under berget vid Viktoriagatan låg skottvallen, ungefär vid Magnus Minne och granne med egendomen Ulriceberg. En redutt fanns bredvid. Här restes också cirkustält, menageriburar och mindre hus för mekaniska utställningar, och de byggmästare som var verksamma i området hade under många år upplagsplatser på ängen för diverse byggnadsmaterial. På den södra sidan av Vasagatan, upp mot berget, påbörjades först under 1880-talet en mer permanent bebyggelse.  
Inledningsvis avstyckades tomter bara på den norra delen av ängen. Övre Magasinsgatan (senare Viktoriagatan), Östra Nygatan (senare Bellmansgatan), Stora Allén (senare Vasagatan) och Haga Kyrkogata, kom till på 1870-talet. Huset för Amalia Hertz Stiftelse (invigd den 2 oktober 1870) vid Storgatan 5 och Kjellbergska flickskolan (invigd den 22 oktober 1870) vid Storgatan 3 var de första husen i sten som uppfördes. Grosshandlare Jonas Kjellberg befarade dock att "man ej skulle kunna få några ordentliga lärarinnor" till skolan, eftersom man uppfört den på en så avlägsen plats från staden. Heymanska villan i hörnet av Vasagatan 19-Viktoriagatan 9 uppfördes 1874-1876. Om perioden 1871-1875 skriver "Sveriges officiela statistik": "F. d. Hasselbladska ängen i 13:de roten har till en icke obetydlig del blifvit bebyggd med enskilda trevåningars stenhus."
I de fem kvarteren Boken, Apeln, Glasbjörken, Almen och Alen, tillkom mot slutet av 1870-talet två institutionsbyggnader: Göta Coldinuordens hus (Bellmansgatan 7-9) och Eduard Magnus Minne (Viktoriagatan 13). Mathilda Halls skola (Karl Gustavsgatan 8-10) 1885, Realläroverket (Vasagatan 19) 1886 och Nya Elementarläroverket för flickor (Engelbrektsgatan 1) 1888 samt frikyrkorna Betlehemskyrkan (Vasagatan 26) 1880 och Baptistkyrkan (Storgatan 39) 1883, kompletterade bostadshusen.
Vid en markauktion inför Drätselkammaren i april 1875, ropades två tomter in på Hasselbladska ängen: Tomt nr 37 på 6 350 kvadratfot av skolföreståndare B.C. Rodhe för 1 krona per kvadratfot samt tomt nr 41 på 4 964 kvadratfot av bagaren Alexander Flygare (namngav Flygarns Haga) och handlanden John J. Johansson för 1 krona och 18 öre per kvadratfot. Rodhe köpte dessutom fastigheten n:r 13 i 13:de roten i juni 1875 av handelsbokhållare C.E. Andersson för cirka 70 000 kronor. Samtidigt vidaresålde han till Andersson tomt nr 37 för omkring 7 500 kronor.
De snabba förändringarna på den Hasselbladska ängen med omgivningar kan avläsas i en reseskildring från 1884: De förut så skröpliga Hagaheden och Burgården, fordom smyckade med ett antal rucklen, äro nu delar af en stor stad, ett London i smått! Hasselbladska ängen förut med fyra å fem ståtliga hus, som "blänkare", är nu Göteborgs förnämsta plats. Annedal var ett embryo för elfva år sedan, nu är det en stad för sig.